# Nothocercus julius
Nothocercus julius е вид птица от семейство Тинамуви (Tinamidae).

## Разпространение
Видът е разпространен във Венецуела, Еквадор, Колумбия и Перу.